# Campeonato Rondoniense de Futebol de 2024
A Série A do Campeonato Rondoniense de 2024, também conhecido oficialmente como Campeonato Rondoniense Série A 2024 ou simplesmente como Rondoniense 2024, será a 83.ª edição da principal divisão do futebol em Rondônia. A disputa foi organizada pela Federação de Futebol do Estado de Rondônia — FFER e será disputada por oito clubes.

## Regulamento
A competição será disputada em três fases:
| Primeira fase |
| --- |
| Todos sete clubes se enfrentarão em dois turnos (ida e volta), classificando-se a fase final os quatro clubes melhores colocados. |

| Segunda fase (fase final) |
| --- |
| As quatro melhores equipes, realizarão a fase final e disputaram a semifinal e final da competição em duas partidas de ida e volta, sagrando-se campeã do Rondoniense Série A 2024. |

| Critérios de desempate |
| --- |
| Havendo empate por pontos ganhos após a realização das duas partidas de ida e volta da segunda e da terceira fases serão adotados os seguintes critérios de desempate: 1. Maior saldo de gols nas duas partidas: 2. Cobrança de penalidades de acordo com os critérios adotados pela Internacional Board. Em caso de empate em pontos ganhos entre 2 (dois) ou mais clubes ao final da 1ª fase, o desempate, para efeito de classificação para próxima fase será efetuado observando-se os seguintes critérios abaixo: 1. Maior número de vitórias; 2. Maior saldo de gols; 3. Maior número de gols pró; 4. Confronto direto; 5. Menor número de cartões vermelho recebidos; 6. Menor número de cartões amarelos recebidos; 7. Sorteio. |

Ao clube vencedor do campeonato será atribuído o título de Campeão do Campeonato Rondoniense Série A 2024 e ao segundo colocado o título de Vice-Campeão 2024. O clube campeão será indicado as vagas disponíveis a FFER, para as seguintes competições nacionais: Copa do Brasil, Campeonato Brasileiro Série D e Copa Verde, no ano de 2025. Em relação ao clube vice-campeão, este terá direito a segunda vaga disponível para a Copa do Brasil de 2025.

## Participantes
| Equipe           | Cidade      | Fundação               | Estádio            | Capac. | Em 2023              | Títulos (último)   |
| ---------------- | ----------- | ---------------------- | ------------------ | ------ | -------------------- | ------------------ |
| Barcelona        | Porto Velho | 7 de outubro de 2016   | Aluizão            | 7 0000 | 2º (Segunda Divisão) | 0 (não possui)     |
| Genus            | Porto Velho | 15 de novembro de 1991 | Aluizão            | 7 0000 | 7° colocado          | 1 (em 2015)        |
| Ji-Paraná        | Ji-Paraná   | 22 de abril de 1991    | Biancão            | 5 0000 | Vice-campeão         | 9 (último em 2012) |
| Porto Velho      | Porto Velho | 23 de abril de 2018    | Aluizão            | 7 0000 | Campeão              | 3 (último em 2023) |
| União Cacoalense | Cacoal      | 1 de janeiro de 1982   | Aglair Tonelli     | 8 0000 | 4° colocado          | 2 (último em 2004) |
| Vilhena          | Vilhena     | 3 de junho de 1991     | Portal da Amazônia | 7 0000 | 1º (Segunda Divisão) | 5 (último em 2014) |

| Fonte: |

## Transmissão
O campeonato terá Transmissão da Rondovisão, emissora afiliada da Rede Bandeirantes de Televisão no estado.

## Primeira fase
| Pos | Equipe            | Pts | J  | V | E | D | GP | GC | SG  | Classificação ou descenso |
| --- | ----------------- | --- | -- | - | - | - | -- | -- | --- | ------------------------- |
| 1   | Gazin Porto Velho | 22  | 10 | 7 | 1 | 2 | 20 | 9  | +11 | Próxima fase              |
| 2   | Barcelona-RO      | 16  | 10 | 4 | 4 | 2 | 14 | 9  | +5  | Próxima fase              |
| 3   | União Cacoalense  | 13  | 10 | 3 | 4 | 3 | 7  | 6  | +1  | Próxima fase              |
| 4   | Vilhena           | 13  | 10 | 3 | 4 | 3 | 12 | 14 | −2  | Próxima fase              |
| 5   | Ji-Paraná         | 11  | 10 | 3 | 2 | 5 | 6  | 12 | −6  |                           |
| 6   | Genus             | 6   | 10 | 1 | 3 | 6 | 9  | 18 | −9  |                           |

### Desempenho por rodada
| Desempenho por rodada | Desempenho por rodada | Desempenho por rodada | Desempenho por rodada | Desempenho por rodada | Desempenho por rodada | Desempenho por rodada | Ref.  |
| Rodada ↓              | BFC                   | GEN                   | JIP                   | PVE                   | UCA                   | VLN                   | Ref.  |
| --------------------- | --------------------- | --------------------- | --------------------- | --------------------- | --------------------- | --------------------- | ----- |
| 1ª                    | 1                     | 5                     | 2                     | 6                     | 3                     | 4                     | [ 5 ] |
| 2ª                    | 2                     | 4                     | 1                     | 6                     | 3                     | 5                     |       |
| 3ª                    | 2                     | 5                     | 1                     | 6                     | 4                     | 3                     |       |
| 4ª                    | 2                     | 5                     | 1                     | 6                     | 4                     | 3                     |       |
| 5ª                    | 3                     | 6                     | 2                     | 1                     | 5                     | 4                     |       |
| 6ª                    | 3                     | 6                     | 2                     | 1                     | 5                     | 4                     |       |
| 7ª                    | 2                     | 6                     | 3                     | 1                     | 5                     | 4                     |       |
| 8ª                    | 2                     | 6                     | 4                     | 1                     | 5                     | 3                     |       |
| 9ª                    | 2                     | 6                     | 3                     | 1                     | 4                     | 5                     |       |
| 10ª                   | 2                     | 6                     | 5                     | 1                     | 3                     | 4                     |       |
| Rodada ↑              | BFC                   | GEN                   | JIP                   | PVE                   | UCA                   | VLN                   |       |

     Semifinais

## Fase final
|  | Semifinais       | Semifinais   | Semifinais | Semifinais |   |             | Final | Final | Final | Final |
|  |                  |              |            |            |   |             |       |       |       |       |
|  | Porto Velho      | 5            | 1          | 6          |   |             |       |       |       |       |
|  | Vilhena          | 2            | 2          | 4          |   |             |       |       |       |       |
|  | Vilhena          | 2            | 2          | 4          |   | Porto Velho | 1     | 0     | 1     |       |
|  |                  |              |            |            |   | Porto Velho | 1     | 0     | 1     |       |
|  |                  | Barcelona-RO | 0          | 0          | 0 |             |       |       |       |       |
|  | Barcelona-RO     | Barcelona-RO | 0          | 0          | 0 | 1           | 1     | 2     |       |       |
|  | Barcelona-RO     |              |            |            |   | 1           | 1     | 2     |       |       |
|  | União Cacoalense | 0            | 0          | 0          |   |             |       |       |       |       |

### Semifinais
| 5 de maio     | União Cacoalense | 0 – 1          | Barcelona-RO    | Aglair Tonelli, Cacoal                                                        |
| 17:00 (UTC−4) |                  | Súmula Borderô | Felipe Hulk 40' | Público: 211 Renda: R$ 7 930,00 Árbitro: RO Esthedne Willian Cardoso de Souza |

| 8 de maio     | Vilhena                         | 2 – 5          | Gazin Porto Velho                                                                        | Portal da Amazônia, Vilhena                  |
| 16:00 (UTC−4) | Erivan 59' · Gustavo Mina 90+1' | Súmula Borderô | Douglas 02' · Emerson Bascas 32' · Marcos Goiano 41' · Caio Vinicius 54' · Watthimen 82' | Árbitro: RO Angleison Marcos Vieira Monteiro |

| 12 de maio    | Barcelona-RO              | 1 – 0          | União Cacoalense | Aluizão, Porto Velho                                           |
| 15:00 (UTC−4) | Márcio Weslei 90+2' (pen) | Súmula Borderô |                  | Público: 34 Renda: R$ 630,00 Árbitro: RO Jonathan Antero Silva |

| 15 de maio    | Gazin Porto Velho | 1 – 2          | Vilhena               | Aluizão, Porto Velho                                               |
| 15:00 (UTC−4) | Lucas Bala 05'    | Súmula Borderô | Erivan 08' · Neto 60' | Público: 363 Renda: R$ 2 880,00 Árbitro: RO Thiago do Carmo Brasil |

### Final
| 29 de maio    | Barcelona-RO | 0 – 1          | Gazin Porto Velho | Aluizão, Porto Velho                                               |
| 15:30 (UTC−4) |              | Súmula Borderô | Maurício Leal 39' | Público: 337 Renda: R$ 8 235,00 Árbitro: RO Thiago Do Carmo Brasil |

| 5 de junho    | Gazin Porto Velho | 0 – 0          | Barcelona-RO | Aluizão, Porto Velho                                                            |
| 15:00 (UTC−4) |                   | Súmula Borderô |              | Público: 2 161 Renda: R$ 14 610,00 Árbitro: RO Angleison Marcos Vieira Monteiro |

## Técnicos
| Equipe            | Técnico                                                                                                 | Ref. |
| ----------------- | --- | ---- |
| Barcelona-RO      | Christian Fabiani Ocampo Burgos (1ª–)                                                                   |      |
| Genus             | Wesley Edson Souza Da Silva (1ª–)                                                                       |      |
| Ji-Paraná         | José Omar Alves Feitosa (1ª–5ª) Marcio De Velasco Parreiras (6ª–8ª) Bruno Santiago Neiva Monteiro (9ª–) |      |
| Gazin Porto Velho | Marcio De Velasco Parreiras (1ª–1ª) Paulo Eduardo Pereira e Silva (2ª–)                                 |      |
| União Cacoalense  | Francinei Cesar De Jesus (1ª–)                                                                          |      |
| Vilhena           | Edilson Pereira dos Santos (1ª–)                                                                        |      |

## Premiação
| Série A de 2024 Campeonato Rondoniense de Futebol |
| ------------------------------------------------- |
| Gazin Porto Velho Campeão (4.º título)            |